# TB Tvøroyri
Maillots
Actualités
Le Tvøroyrar Bóltfelag (littéralement Club de balle de Tvøroyri) ou TB Tvøroyri, souvent abrégé TB, a été fondée le 13 mai 1892 à Tvøroyri sur l'île de Suðuroy. C'est le plus ancien club de football féroïen.

## Historique
Son fondateur est Poul Effersøe (en)  est considéré comme le pionnier du football des îles Féroé. Après avoir obtenu son diplôme au Danemark en 1889, il retourne sur son île natale et y popularise le jeu. Le club est fondé trois ans plus tard. Ce n'est que douze ans plus tard, en 1904, que le HB Tórshavn et KÍ Klaksvík suivirent.

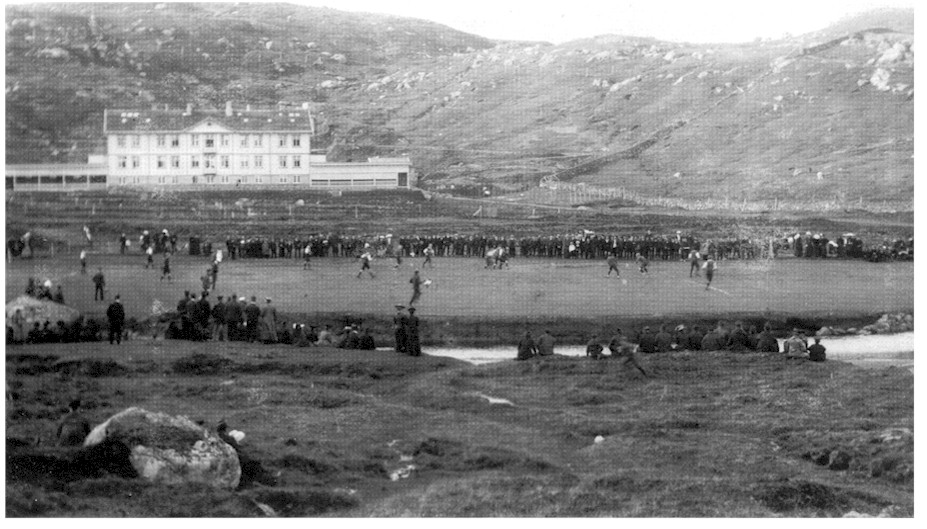
Photo du match du 18 juillet 1909 entre le TB Tvøroyri et le HB Tórshavn à Tórshavn.

| \| TB \| Localisation du club aux îles féroé. |
| TB                                            |

### Les origines
Le TB Tvøroyri se forme petit à petit et un des premiers matchs connu du club eut lieu le 23 mai 1909 à Tvøroyri contre le HB Tórshavn. Cette première rencontre finira sur un match nul, 2 à 2. Deux mois plus tard, le 18 juillet 1909, la revanche de ce premier match est organisée dans le quartier de Hoydølar à Tórshavn et c'est le HB Tórshavn qui s'impose 3 buts à 1. On sait que le 12 juin 1910 eut lieu le premier match entre le TB Tvøroyri et le VB Vágur.
Les clubs ont d'abord disputé des matches amicaux dans un championnat non officiel, avec des matches à domicile et à l'extérieur, en fonction de l'état de la météo et de la situation des terrains en herbe généralement inégaux.

### Les débuts du championnat
Lors de la création du championnat des îles Féroé de football en 1942, à la suite de la formation de l'Association sportive des îles Féroé (ISF), le club termine finaliste du tournoi face au KÍ Klaksvík 4 buts à 1. Il gagne l’année suivante son premier titre de champion face au MB Miðvágur : après que le premier match se soit terminé par un match nul (2 à 2), un nouveau match était nécessaire pour décider du champion. Le TB Tvøroyri s’impose 1 but à 0.
Lors des saisons suivantes, il ne dépasse pas le stade des demi-finales et notamment un forfait en 1946 face au futur champion le B36 Tórshavn.
En 1947, c'était la première fois que la compétition se jouait dans un format de ligue, mais le club ne participa pas aux deux saisons suivantes mais gagna le tournoi de deuxième division en 1948.

### Le club des quatre (TB, KÍ, B36, HB)
TB Tvøroyri revient parmi l’élite dès 1949 et gagne le titre en dominant le championnat : avec 5 victoires en autant de match. Il devient vice champion en 1950, 1952, 1955 et 1956. Entre-temps, il gagna son troisième titre en 1951.
La création de la Coupe des Îles Féroéde football en 1955, signe pour le club une période de titres : 1956, 1958, 1960, 1961 et une finale perdue en 1962 face au HB Tórshavn après les prolongations 2 buts à 1.

### Les années passent et se ressemblent
De 1963 à 1975, le club ne réalise plus de réelles performances sauf une finale de coupe perdue en 1971 face une nouvelle fois au HB Tórshavn 9 buts à 0.

### La  rivalité au HB Tórshavn
Le championnat de Meistaradeildin évolue en 1 deild en 1976 et passe de 7 à 8 clubs, fait renouer le club avec quatre nouveau titre de champion devant le HB Tórshavn (1976, 1977, 1980 et 1987) et 5 de vice champion (1978, 1979, 1981, 1982 et 1984) toujours derrière le HB Tórshavn sauf en 1979 (ÍF Fuglafjørður). Il réalise également le doublé coupe championnat en 1977. Il échoue toutefois en 1978 et 1981 en finale de la coupe face au HB Tórshavn.

### 1988, l’année charnière
En 1988, après son dernier titre de champion obtenu l’année précédente (toujours devant le HB Tórshavn), mais également le passage du championnat à 10 clubs, le club est rétrogradé pour la première fois de son histoire en deuxième division (2. deild) en terminant neuvième du championnat. C’est la seule fois dans l’histoire du championnat qu’un tel évènement survient. Il termine second du championnat de deuxième division et retrouve l’élite l’année suivante.

### Eviter la descente
Le début des années 1990 marque la longue descente au fond du classement du club qui ne joue plus les premiers rôles. Ainsi, en 1996, le club connaît sa deuxième rétrogradation en terminant dernier du championnat. Terminant troisième de seconde division l’année suivante, Il joue le match de barrage face au FS Varga et retrouve l’élite en 1998.
Toutefois, le club redescend aussitôt l’année suivante. En 2001, le club devient champion de deuxième division et retrouve l’élite mais ne peut se maintenir l’année suivante. Terminant second de deuxième division, il rate la montée lors du match de barrage malgré un match nul à l’aller et une défaite cuisante 7 à 0 face au Skála ÍF. En 2004, le même scénario se répète qu’en 2001.
De 2006 à 2011, il reste en deuxième division et accède enfin, malgré une deuxième place, à l’élite pour la saison 2012.

### Une fusion avortée
En 2017, avant le démarrage de la saison, le club du TB Tvøroyri fusionne avec deux autres formations de l'île de Suðuroy, le FC Suðuroy et Royn Hvalba. Le nouveau club doit avoir un nom pour la saison 2018, pour la présente saison, il est dénommé TB/FC Suðuroy/Royn. En 2018, la situation n’ayant pas évolué, le club arrête la fusion et retrouve son nom initial pour la saison 2019.
En coupe, il ne signe aucune performance digne de ce nom sauf une demi-finale perdue en 2018 face au B36 Tórshavn 8 buts à 2.

### Un impossible retour?
En 2015, après son quatrième titre de champion de deuxième division (2014), le club retrouve l’élite et lutte pour le maintien jusqu’à la saison catastrophique de 2021 où le club ne marque que 3 points (aucune victoire) et termine dernière, son plus faible bilan depuis le passage de la 1. deidl à 10 clubs en 1988.

## Stade
Jusqu'à la fin de 2010, le TB Tvøroyri a joué au stade Sevmýri (pl), en 2011, ils sont passés au Á Skørinum (es) à Hvalba . Depuis avril 2012, les matchs se jouent dans le nouveau stade við Stórá (en) , situé à Trongisvágur . Le match d'inauguration a été remporté par le TB Tvøroyri 1-0 contre ÍF Fuglafjørður le 29 avril 2012.

## Palmarès
- Championnat des îles Féroé de football : (7)
  - Champion : 1943, 1949, 1951, 1976, 1977, 1980, 1987
  - Vice-champion : 1942, 1950, 1952, 1955, 1956, 1978, 1979, 1981, 1982, 1984
- Coupe des îles Féroé de football : (5)
  - Vainqueur : 1956, 1958, 1960, 1961, 1977
  - Finaliste : 1962, 1971, 1978, 1981
- Championnat des îles Féroé de football D2 : (4)
  - Champion : 1948, 2001, 2004, 2014
  - Vice-champion : 1989, 2003, 2011,

### Bilan par saison
| Saison | Championnat    | Championnat | Championnat | Championnat | Championnat | Championnat | Championnat | Championnat | Championnat | Championnat | Buteur | Buteur | Coupe des îles Féroé | Supercoupe des îles Féroé |
| Saison | Div.           | Pos.        | Pts         | M           | V           | N           | D           | BP          | BC          | Diff.       | Nom    | Buts   | Coupe des îles Féroé | Supercoupe des îles Féroé |
| ------ | -------------- | ----------- | ----------- | ----------- | ----------- | ----------- | ----------- | ----------- | ----------- | ----------- | ------ | ------ | -------------------- | ------------------------- |
| 2005   | Formuladeildin | 10e         | 22          | 27          | 5           | 7           | 15          | 26          | 49          | -23         |        |        |                      |                           |
| 2006   | 1. deidl       | 4e          | 30          | 21          | 9           | 3           | 9           | 33          | 32          | +1          |        |        |                      |                           |
| 2007   | 1. deidl       | 4e          | 46          | 27          | 14          | 4           | 9           | 56          | 30          | +26         |        |        |                      |                           |
| 2008   | 1. deidl       | 4e          | 55          | 27          | 17          | 4           | 6           | 62          | 22          | +40         |        |        |                      |                           |
| 2009   | 1. deidl       | 3e          | 47          | 27          | 14          | 5           | 8           | 58          | 48          | +10         |        |        |                      |                           |
| 2010   | 1. deidl       | 3e          | 51          | 27          | 15          | 6           | 6           | 62          | 34          | +28         |        |        |                      |                           |
| 2011   | 1. deidl       | 2e          | 61          | 27          | 19          | 4           | 4           | 81          | 26          | +55         |        |        |                      |                           |
| 2012   | Effodeildin    | 8e          | 24          | 27          | 5           | 9           | 13          | 30          | 50          | -20         |        |        |                      |                           |
| 2013   | Effodeildin    | 9e          | 23          | 27          | 5           | 8           | 14          | 27          | 48          | -21         |        |        |                      |                           |
| 2014   | 1. deidl       | 1er         | 67          | 27          | 21          | 4           | 2           | 73          | 21          | +52         |        |        |                      |                           |
| 2015   | Effodeildin    | 7e          | 26          | 27          | 4           | 14          | 9           | 36          | 47          | -11         |        |        |                      |                           |
| 2016   | Effodeildin    | 7e          | 27          | 27          | 7           | 6           | 14          | 31          | 48          | -17         |        |        |                      |                           |
| 2017   | Effodeildin    | 8e          | 29          | 27          | 8           | 5           | 14          | 31          | 45          | -14         |        |        |                      |                           |
| 2018   | Betrideildin   | 7e          | 28          | 27          | 8           | 4           | 15          | 27          | 42          | -15         |        |        | 1/2 f.               |                           |
| 2019   | Betrideildin   | 8e          | 19          | 27          | 5           | 4           | 18          | 20          | 57          | -37         |        |        |                      |                           |
| 2020   | Betrideildin   | 8e          | 18          | 27          | 4           | 6           | 17          | 20          | 42          | -22         |        |        |                      |                           |
| 2021   | Betrideildin   | 10e         | 3           | 27          | 0           | 3           | 24          | 17          | 95          | -78         |        |        |                      |                           |